# 未来の想い出
『未来の想い出』（みらいのおもいで）は、藤子・F・不二雄による日本の漫画。1992年に森田芳光監督・脚本のもと、『未来の想い出 Last Christmas』として映画化されている。

## 概要
1991年、小学館『ビッグコミック』に連載された。藤子・F・不二雄の最後の新作連載漫画作品（『大長編ドラえもん』の新作タイトルは除く）。
人生に後悔している漫画家が「記憶を持ったまま人生を何度もやり直す」というループもので、時代を1971年から1991年の20年間に設定している。漫画家の奮闘記を基本軸に、漫画家仲間との交流や女優志望の劇団研究生との真剣交際が盛り込まれている。
主人公の風貌が藤子・F・不二雄自身に似ていること、主人公の駆け出し時代に漫画家仲間と共に住んでいた西日荘がトキワ荘に酷似していることなど、時代や年齢がやや異なるものの、自伝的要素も存在する。
本作と発表年が近いループものの作品には、ケン・グリムウッドの小説『リプレイ』（1987年）や木内一雅・渡辺潤の漫画『代紋TAKE2』（1990年）がある。藤子・Fは本作連載第1回で主人公に「古いね。ファウスト以来、手あかのついた題材じゃないか」と語らせることで、本作の設定が斬新なものではないことを示している。なお、藤子・Fが敬愛する漫画家・手塚治虫は生涯で3度、ファウストものの作品を手掛けている（1950年、1971年、1988年）。本作の主人公がファウストに言及することで「手塚の後追い漫画」という批評を先んじて封じる効果が生まれている。
なお、藤子・F・不二雄の代表作『ドラえもん』にも、同様の効果を持つ道具「人生やりなおし機」「タマシイム・マシン」が登場する。
2003年にメディコム・トイから、納戸理人と、漫画に登場する「ざしきボーイ」のフィギュアが発売された。

## あらすじ
かつての人気漫画家・納戸理人は、作家人生のすべてをかけて執筆した連載漫画「時空戦記」を打ち切られ、落ち目になりつつあった。日常に希望を抱けず、惰性で生命を維持しているかのような年月が長く長く続いていた。そんなある日、納戸は参加した出版社のゴルフコンペでホールインワンを出し、驚きのあまり気を失ってしまう。

## 登場キャラクター
納戸 理人（なんど りひと）
本作品の主人公。漫画家。山梨県出身。1948年4月1日生まれ。高校在学中から漫画を投稿し、上京前には読切漫画が何作か掲載された。上京後はしばらく芽が出なかったものの、ほどなく連載漫画『ざしきボーイ』が大ヒットし、アニメ化され社会的大ブームを起こす。自作が次々にアニメ化される人気漫画家になるも、その立場に溺れて流行の波をつかみそこね、後に落ちぶれる。劇画は不得意で、生活ギャグ漫画を得意としているが、妻からギャグが理屈っぽいと言われている。ループのカラクリに気づき「未来の想い出」を持ち越すことに成功するが、人生をやり直す際、運命（神）に逆らうごとに頭痛（警告）が起こる。
水谷 晶子
女優志望の劇団「未来座」研究生。北海道函館市出身。納戸のヌードモデルのバイトをしている。納戸の最愛の人。納戸が人生をやり直す前は、父が経営する会社倒産による一家崩壊にまきこまれ、命を落とすことになる。彼女の死の運命の回避こそが、過去に帰還した納戸による「新たなる人生」の最終目標となる。
郷 カオリ
納戸の駆け出し時代の漫画家グループの一人。大阪府出身。漫画家のタマゴ。不動産会社を経営している実家の親のすねかじりで生活しながら、読切漫画ではなく、未発表の大長編少女漫画『ファラオ五千年のたたり』の売り込みに人生をかける。納戸が人生をやり直す前は納戸の妻。『ドラえもん』アニメ第2作第2期「王かんコレクション」にモブキャラとして登場している。
沢井 登
漫画家。納戸が上京する前からのペンフレンドで、納戸の駆け出し時代の漫画家グループのリーダー的存在。面倒見がよく、納戸の相談に乗っている。地味ながら人間描写が確かで、泣かせがうまい漫画を描く。
小金井 英光
納戸の駆け出し時代の漫画家グループの一人。北海道出身。大学留年中に上京し、大人向け漫画家を志す。後に大学生のファンが多く、批評家が注目する漫画家となる。郷カオリと同じく『ドラえもん』アニメ第2作第2期「王かんコレクション」にモブキャラとして登場している。
東山 岩男
納戸の駆け出し時代の漫画家グループの一人。漫画家グループの中で最初に連載を持つが、すぐ打ち切りに遭う。ナンセンスに徹したギャグ作品を描いている。
大学館の編集者
漫画雑誌の編集者。原稿をボツにされて落ち込む駆け出し漫画家の納戸を「ボツ原稿の山こそ最良の師」と励ましている。納戸の出世漫画『ざしきボーイ』を連載漫画化するも、人気漫画家になった納戸のマンネリ化した際には「漫画をパターン化せずに、いつまでも悩みながらかいて欲しかった」と嘆き、納戸を激怒させる。
眼鏡の編集者
納戸が締め切りを過ぎても原稿を描かずに消えた際に、泣きわめいて嘆く。納戸の原稿の穴うめに、矢吾団平の『やぶれハッポー』を掲載することを決める。
矢吾 団平
漫画家。納戸のアシスタント。後に漫画『やぶれハッポー』を大ヒットさせて、人気漫画家となる。
ノラ公
西日荘に住みついたノラ猫。ノミがついている。のちに交通事故に巻き込まれて死亡する。
青年
水谷のアパートの隣室に住んでいるネクラ青年。実は過激派の一員だった。

## 収録書籍
- 藤子・F・不二雄『未来の想い出』小学館〈Big comics special〉、1992年9月。ISBN 4091818919。 ISBN 978-4091818911。
- 藤子・F・不二雄『中年スーパーマン左江内氏/未来の想い出』〈藤子・F・不二雄大全集〉2012年2月。ISBN 978-4091434852。

## 映画
『未来の想い出 Last Christmas』として映画化され、1992年8月29日東宝系で公開された。主人公は女性に変えられている。タイトルに加えられ主題歌にもなった「ラスト・クリスマス」を始め、1980年代ソニー・ミュージックレーベルズの楽曲が挿入されている。
特撮描写は夜景のシーンなどに使われているのみであるが、監督も気に入っており、特技監督の樋口真嗣は若いスタッフ編成で満足できるものができたことで、後の『ガメラ 大怪獣空中決戦』（1995年）を製作するに至る自信を得られたと述べている。

### 映画あらすじ
1991年のクリスマスイブに出会った納戸遊子と金江銀子。遊子は子供の頃からの夢である漫画家になったがヒット作を生むことなく、銀子は幸せとは言えない結婚生活を送る日々を過ごしていた。互いの境遇を語り合う２人は連絡先を交換して別れた。翌日に出版社主催のゴルフコンペに出席した遊子は意識を失い亡くなってしまう。彼女の葬式に参列した銀子もまた帰宅途中で不思議な力により亡くなってしまう。
死んだはずの遊子は気がつくと1981年に戻っていた。驚きつつも人生をやり直そうとする主人公だが激しい競争の壁は高く、遊子は過去の記憶を使ってこれからヒットする作品のアイデアを頂く事を決意し現実を変える事に成功する。そんな彼女のもとに盗用を脅迫する手紙が届き会いに行くと銀子が現れる。銀子もまた過去に戻り自分の手で人生を変えていた。再会した２人にとり新しい扉が開いたはずだったが、絡み合った運命はさらに彼女たちに別の問題を見せつけることになる。
未来の記憶を持ったまま過去の時代へと戻ってきてしまった主人公が友人と共に、2人で人生をやり直して行こうという、友情あり、恋愛ありの感動物語。1回目の人生で思い通りにならなかったことを、2回目の人生でやり直そうとするが、またも思い通りに行かず、3回目の人生をやり直す。

### キャスト
- 納戸遊子 - 清水美砂
- 金江銀子 - 工藤静香
- 倉美タキオ - デビット伊東
- 夏木寿也 - 和泉元彌
- 宇留沢等 - 橋爪功
- 杉田行男 - 宮川一朗太
- 町田 - うじきつよし
- 桐波（金江を刺す男） - 唐沢寿明
- 田代フミ子 - 真行寺君枝
- シマヤマヒカル - 鈴木京香
- 不思議な男 - イッセー尾形
- 新聞の勧誘員 - 渡辺いっけい
- 遊子の小学校の先生 - 佐藤恒治
- ファッションショーのモデル - 中川比佐子
- 金江のOL時代の同僚・井戸口 - 松永光代
- ファッションショーの客 - 村上淳、松岡俊介
- 占いのアベックの男 - 関口誠人
- 占い師 - 藤子・F・不二雄
- 受賞パーティの漫画家 - 金田明夫、蛭子能収
- パーティーの客 - 赤塚不二夫、石ノ森章太郎、コンタロウ、さいとう・たかを、つのだじろう、永井豪、藤子不二雄Ⓐ

### スタッフ
- 企画・原作 - 藤子・F・不二雄
- 脚本・監督 - 森田芳光
- 製作 - 鈴木光
- プロデューサー - 青木勝彦、三沢和子、藤田光世
- 撮影 - 前田米造
- 照明 - 矢部一男
- 美術 - 今村力、岡村匡一
- 録音 - 小野寺修
- 編集 - 川島章正
- 助監督 - 杉山泰一、篠原哲雄
- 制作担当 - 坂本忠久
- 音楽 - 加古隆
- 音楽監督 - 大谷幸
- 主題歌 - ワム!「ラスト・クリスマス」
- 音楽プロデューサー - 長崎行男
- 音楽監修 - 田中章
- 効果 - 斉藤昌利（東洋音響カモメ）
- 選曲 - 石井ますみ
- スタジオアドバイザー - 中山義広
- 特撮アドバイザー - 宮重道久
- 特撮演出 - 樋口真嗣
- 特撮スーパーバイザー - 矢島信男
- カースタント - TA・KA
- 殺陣 - 森岡隆見
- 制作協力 - 小学館、日本テレビ
- 製作 - 光和インターナショナル
- 光和インターナショナル = 藤子・F・不二雄プロ提携作品

### 逸話

#### 映画内の漫画原稿
主人公「納戸遊子」は作内における「最初の人生」では売れない漫画家である。しかし、生まれ変わった「2回目の人生」において「未来のヒット作の想い出」を使い、売れっ子漫画家に転身する。そのため劇中には、何枚にも及ぶ漫画原稿が登場するが、それを実際に執筆したのは、原作者である藤子・F・不二雄のアシスタントや、当時小学館新人コミック大賞の児童部門（藤子不二雄賞）などを受賞した新人漫画家であった。スタッフ名のエンドロールには「漫画作画指導」のスタッフとして紹介されている。メンバーは以下の通り。
- 香川祐美
- 谷沢直
- 西田真保
- 添田恵美子

#### 出演漫画家
映画に関しては、藤子・F・不二雄自身が、2人の主人公に道を示す占い師として出演したことで話題になった。他にも藤子のつてにより、トキワ荘メンバーを中心とした巨匠漫画家が数名出演している。メンバーは以下の通り。
納戸の受賞パーティーに呼ばれた同僚および先輩漫画家
- 蛭子能収
- 赤塚不二夫
- 石ノ森章太郎
- コンタロウ
- さいとう・たかを
- つのだじろう
- 永井豪
- 藤子不二雄Ⓐ